# 골든볼 (드라마)
골든볼(일본어: ゴールデンボウル)은 2002년 4월 20일부터 7월 6일에 걸쳐 토요일 밤 9:00 ~ 10:00에 일본 니혼 TV에서 방영되었던 텔레비전 드라마이다. 카네시로 타케시 주연으로, 볼링센터를 무대로 증권회사 샐러리맨과 주부와의 이야기로 볼링을 통해 인연을 그린 스포츠 드라마이다.

## 등장 인물
- 아쿠타가와 슈 (32) : 카네시로 타케시

증권 회사에 근무하는 독신 샐러리맨. 골든볼의 멤버 회원으로, 프로 수준급 솜씨. 개인 공은 파란색. 3년 전에 사고사로 잃었던 연인을 지금에도 잊지 않고 생각하고 있다고 하는 순진한 면을 가졌지만, 기본적으로 명랑해서 밝은 성격으로 모두를 존경받고 있다. 상냥해서, 때때로 풋내기로 의지할 만한, 사랑해야 할 '약해지는 캐릭터'.
- 사쿠라 히토미 (38) : 구로키 히토미

외무성 관료인 남편을 가진 전업주부. 아이는 없고 남편도 일로 늦은 귀가 때문에, 외로움을 감추기 위해 골든볼에 다닌다. 볼링 경력은 길고, 분홍색의 개인 공을 가지고 있다. 미인이지만 기운이 강하고 악바리로 프라이드가 높아, 소녀에게 의한 결벽증. 남편의 애인을 자칭하는 여성으로부터의 전화에 괴로워해, 남편으로의 불신감을 더해간다.
- 다노우에 미치오 (68) : 오타키 히데지

골든볼의 오너(사장). 잠깐 에이치로 미워할 수 없는 할아버지. 생애 볼링을 마음부터 사랑하고 인기의 부활을 바라고 있지만, 아무튼 낙관적인 성격으로, 땅 투기를 속여 매회 볼링 대결을 맡아버린다. 아쿠타가와로부터는 친밀감을 담아 '형님'이라고 불러, 본인도 그를 아들처럼 생각하고 있다.
- 구로다 마사노부 (52) : 다케와키 무가

골든볼의 매니저(지배인)로, 바 카운터의 바텐더. 멋쟁이이자 스토익, 항상 냉정함. 사장의 오른팔로 아쿠타가와의 좋은 이해자로도 하지만, 이혼 경력이 있는 것 외에, 그 과거는 수수께끼에 가려져 있다. 인기만점이지만 누구에게도 복종하지 않고, 게이 의혹도?
- 헨미 츠토무 (42) : 오기 시게미츠

땅 투기꾼. 골든 볼 매각을 노린다. 다노우에가 매각 계약을 거절하면서, 웬일인지 볼링 대결로 결말을 붙이려고 말하기 시작한다. 진면목한 얼굴로 개그를 보여, 노래부르기를 좋아한다. 시합 때는 다노우에와 함께 사장실에서 모니터 관전하지만, 회를 거듭할 때마다 왠지 두 사람은 의좋은 사이가 되어 간다. 실은 이 2사람 …
- 쿠마사와 & 사메지마 : 미나미 신스케 · 니시카와 요시로

큰 조직의 야쿠자로 헨미의 부하. 헨미가 골든볼을 방문할 때는 필히 동행해, 그의 흥얼거리는 노래로 윤창할 때의 손을 들어가는 도입부문을 담당. 사장실로 통하지 않든지 저항하는 스탭을 협박해서 쫓아버리는 것도, 두 사람의 역할.
- 쿠보 아키라 (19) : 마츠모토 리오

골든 볼의 메카닉 스탭. 사내 아이와 같은 외견과 같은 말투이지만 순수하며, 아쿠타가와를 일제히 생각하고 있다. 이 손 저 손으로 과감히 공격하지만, 아쿠타가에 의해서는 귀여운 누이동생뻘. 사실은 좋게 보태고 있어 가슴도 D컵은 있는 것 같다 (by 아쿠타가와).
- 다테노 고로 (29) : 오가와 나오야

메카닉 스탭. 큰 몸과 강한 얼굴로, 이상하게 과묵함. 은밀하게 아키라를 생각하고 있지만, 아키라가 말하기를 '고리와 나는 일심동체'. 골든 볼에서 아키라와 자고 일어나기를 함께 한 동료.
- 야시로 미도리 (21) : 에노모토 카나코

15살에 아이를 낳아, 1명을 기르고 있는 단골 손님의 호스티스. 이렇게 말해도 볼링을 하는 것이 아니라, 일 때의 아이를 골든 볼에 맡기러 간다. 젊은 미인. 바텐더인 쿠로다의 일이 좋아서 모션을 마구 걸치지만, 언제나 주고 받고 한다.
- 야시로 타이치 (5) : 세키구치 쇼타

미도리의 하나뿐인 아들. 구로다에 따라, 미도리가 밤 일로 가는 사이는 골든 볼의 바 카운터에서 점잖게 귀가를 기다린다.
- 카토 치아키 (44) : 세가와 에이코

골든 볼의 전속 프로볼러로, 볼링 교실의 레슨 프로를 하고 있는 싱글맘. 프로 주제에 실전엔 약하다. 시합에서는 두 사람의 프리를 지켜보지만, 이해자에 의한 역할을 다하고 있다. 미인만 좋아함. 구로다에게 희미한 연정을…
- 카토 유리 (16) : 이와자키 안리

치아키의 딸로, 착실한 성격의 현역 여고생. 볼링 시합에서는, 아쿠타가와 일행을 응원하는 치어리더.
- 다케가미 유지 (28) : 데가와 테츠로

프론트 스탭. 덜렁이지만 골든볼에서의 애정은 남의 두배. 땅 투기 트리오를 통하더라도 필사적으로 저항하지만, 매회 있어서 다루어져 버린다.
- 시바하라 히로미 (23) : 후지사와 다이고

프론트 스탭. 냉정하고 얌전한 성격. 대졸의 엘리트로 집은 유복한데 왠지 변두리 볼링장으로 일한다. 아키라가 좋아하며, 후에 아쿠타가와에 대항의식을 태우게 된다.
- 호시노 요이치 (46) : 쇼후쿠테이 츠루고

같은 빌딩에 있는 플라네타륨의 점주. 손님이 들어오지 않고 한가로워서, 항상 골든볼에 와서는 바 카운터에서 술을 사고 있다. 애주가이며 수다쟁이이다.
- 사쿠라 요지 (42) : 시노다 사부로

히토미의 남편. 외무성의 엘리트 관료. 통근전차에서 아쿠타가와와 만나게 된다. 미워할 수 없는 성격이지만 애인과 바람피고 있어, 그 정산으로 아쿠타가와도 말려들게 해 아수라장을 연기한 다음은 일전에서 아내인 히토미의 집착심을 불태우게 된다.
- 오하시 이즈미 : 우메미야 마사코

사쿠라의 애인. 외무성 인사 담당 부서에 근무. 미인인데다가 몸매도 훌륭하며, 처음에는 청초하거나 아가씨 타입으로 보인다. 그러나 대학 시절에 심리학을 전공했기 때문에, 사쿠라나 히토미의 성격을 분석해 잘 조종하여, 두 사람을 이혼시키려고 한다. 게다가, 변신도 빠르다?
- 후부키 히토미 : 요시카와 히나노

3년 전에 사고로 죽었다고 생각했던 아쿠타가와의 애인. 아쿠타가와는 지금도 방에 그녀의 사진을 걸어두고 '13억 광년 떨어진 곳에서 살고 있다'라며 계속해서 그녀를 생각하지만, 실은…??

### 게스트
- 마쓰우라 아야 (아이돌 탤런트 · 요시자와 미야코)

- 오자와 린 (여자 프로볼러)

- 요시 이쿠조 (프로그램 프로듀서) 등

### 주제가
- You Are My Destiny (폴 앵카)

### 방송일 및 부제
| 횟수    | 방송일          | 서브 타이틀                                                        | 시청률 |
| ------- | --------------- | ------------------------------------------------------------------ | ------ |
| 1Frame  | 2002년 4월 20일 | 당신은 나의 운명                                                   | 14.3%  |
| 2Frame  | 2002년 4월 27일 | 바이바이 스프릿의 비밀 … 그것을 걸면 연인은 헤어진다               | 11.5%  |
| 3Frame  | 2002년 5월 4일  | 외톨이의 5번핀 … 여자는 언제까지 참을까?                           | 13.8%  |
| 4Frame  | 2002년 5월 11일 | 2명의 사랑이 급전개! 마침내 달콤한 키스 … 쌍둥이 소년의 눈물       | 12.9%  |
| 5Frame  | 2002년 5월 18일 | 혼욕 온천 볼링!! 진다면, 알몸!? 난 팬더                            | 13.5%  |
| 6Frame  | 2002년 5월 25일 | 불의 사우스포! 난, 애인에게 헤어졌다                               | 13.9%  |
| 7Frame  | 2002년 6월 1일  | 아쿠타가와 VS 다자이! 사랑의 승자는 바퀴벌레만이 알고 있다!!       | 9.8%   |
| 8Frame  | 2002년 6월 8일  | 유령의 연인에게 꼼짝 못하게! 마법 키스의 올가미!!                  | 10.8%  |
| 9Frame  | 2002년 6월 22일 | 초 아이돌과 대결! 생방송 중에 대기록 달성                          | 11.8%  |
| 10Frame | 2002년 6월 29일 | 진짜 세계 챔프 등장! 기술과 기술, 사랑과 사랑, 눈물과 눈물!!       | 9.6%   |
| 11Frame | 2002년 7월 6일  | 사랑과 운명의 최종회 스페셜! 기적의 스프릿 "뱀의 히토미,,를 걸다!! | 15.5%  |